# Gre-Ju
Gre-Ju é um clássico brasileiro de futebol, disputado pelas equipes de Grêmio e Juventude.
Nos últimos anos, as duas equipes somente se encontraram no Campeonato Gaúcho e na Copa do Brasil, mas com a ascensão do Juventude à Série A do Campeonato Brasileiro em 2021, ambos voltaram a se enfrentar na primeira divisão.

## História
O confronto é considerado um clássico do futebol gaúcho por envolver dois dos maiores representantes do estado, no entanto os números são muito mais favoráveis ao Grêmio tanto em confrontos absolutos quanto em confrontos decisivos.
O primeiro confronto entre tricolores e alviverdes ocorreu no dia 15 de junho de 1920, quando o Grêmio venceu o Juventude por 3 a 0, no Estádio da Baixada.
Até o ano de 1954, poucas foram as vezes em que Grêmio e Juventude se enfrentaram. Em 1954, o campeonato citadino de Porto Alegre agregou os dois representantes da cidade de Caxias do Sul, e, aí sim, os confrontos começaram a ser mais frequentes, A adesão dos clubes de Caxias no campeonato metropolitano foi o pontapé inicial da Divisão em Honra e o embrião do Campeonato Gaúcho nos moldes atuais. E o Juventude começou com o pé direito, pelo menos nesse quesito. Em 28 de agosto de 1954, a vitória por 3 a 1 em Caxias do Sul, marcou o primeiro encontro entre os dois clubes por essa competição[carece de fontes?]. O Grêmio daria o troco pouco tempo depois, quando em 5 de dezembro do mesmo ano golearia o adversário por 4 a 1 no Estádio Olímpico Monumental[carece de fontes?].

### O jogo toma proporções nacionais
A década de 90 reservou a esse confronto o que podemos chamar de "anos dourados". De um lado o Grêmio que, treinado por Luiz Felipe Scolari montou um dos times mais vitoriosos de sua história, do outro, o Juventude, que em parceria com a Parmalat, montou equipes dignas do enfrentamento contra qualquer clube de primeira linha do futebol nacional.
Em 1994, o Juventude chegou à primeira divisão do campeonato brasileiro, e então o confronto tomaria de fato proporções nacionais. Mas engana-se quem pensa que foi nessa década que Grêmio e Juventude se enfrentaram pela primeira divisão do brasileirão: em 1977, jogou-se duas partidas e, em ambas, o Grêmio venceu[carece de fontes?].

### A touca tricolor
Durante esse período em que o Juventude jogou a primeira divisão, uma máxima do futebol gaúcho começava a ser escrita: O Juventude sempre iria endurecer seus jogos contra o Internacional, mas não teria forças para vencer o Grêmio.
A historia da "touca" tricolor, começou em 1996, quando o Juventude, depois de ter deixado para trás nas fases finais adversários tradicionais como o Brasil de Pelotas e o poderoso Internacional, teve na final pela frente o Grêmio. Seria o ano de consagração do Juventude, que vinha em uma crescente notável e buscava quebrar a hegemonia do futebol de Porto Alegre.
Nos dois confrontos finais, vitória gremista por 3 a 0 em Caxias do Sul e nova vitória por 4 x 0 em Porto Alegre frustraram o sonho juventudista de seu primeiro título gaúcho.
Em 2001, novamente os clubes se encontram na final do gauchão e dessa vez, o Juventude já possuía bagagem de campeão da Copa do Brasil e campeão Gaúcho, de 1998. O clube buscava manter a boa fase do futebol de Caxias no campeonato local, que tinha como atual campeão o outro clube da cidade. O Grêmio vinha com o orgulho ferido por ter perdido a final no ano anterior e buscava a recuperação. Para frustração geral dos caxienses, o Juventude novamente não foi páreo pros gremistas e se viu derrotado tanto em Caxias do Sul (3 a 2), quanto em Porto Alegre (3 a 1).
Um ano depois dessa final, no Campeonato Brasileiro de 2002, o Juventude fez uma campanha brilhante e terminou como melhor gaúcho da competição (quarto colocado). Pelo regulamento o Juventude teria o direito de decidir as quartas de finais contra o quinto colocado em Caxias do Sul, quinto colocado esse que era ninguém menos que o Grêmio. O primeiro jogo em Porto Alegre, anotou empate em 0 a 0 e deixou tudo em aberto para a decisão em Caxias do Sul. No dia 27 de novembro de 2002, em pleno Estádio Alfredo Jaconi, o Juventude e quase 30 mil torcedores, viram César manter a escrita do tricolor gaúcho como carrasco da equipe de Caxias. Mais uma vez o Juventude seria superado pelo Grêmio em uma decisão.
Cinco anos depois, em 2007, o Juventude já não com a mesma força de outrora novamente chegou na decisão do campeonato Gaúcho. O Grêmio que vinha de um longo período de crise financeira buscava manter a hegemonia do futebol no estado. Dois jogos marcaram aquela decisão, em 29 de Abril, o Juventude empatou com o Grêmio em 3 a 3, tendo deixado a vitoria escapar nos minutos finais. Já no jogo da volta, no dia 06 de Maio, um Olímpico lotado viu o Grêmio mas uma vez superar o rival. A goleada por 4 a 1 deu o bi-campeonato ao tricolor naquela oportunidade.
Porém, nos confrontos mais recentes, a história vem se escrevendo de forma diferente. Na edição de 2013 do Campeonato Gaúcho, o Juventude eliminou o Grêmio nos pênaltis. Três anos depois, na edição de 2016, o Juventude novamente eliminaria o Grêmio no campeonato estadual, porém, desta vez, dentro do seu próprio estádio, a Arena do Grêmio, após derrota por 3 a 1.

### Confrontos em Copas do Brasil
Grêmio e Juventude protagonizaram dois confrontos em copas do Brasil até o momento. Em ambas edições (2019 e 2020), os dois rivais se encontraram nas oitavas, com o tricolor levando a melhor nas duas vezes: em 2019, 3 a 0 no agregado (0 a 0 no jogo de ida, no Alfredo Jaconi; 3 a 0 na volta, em Porto Alegre), e em 2020, 2 a 0 (1 a 0 na Arena e 1 a 0 no Estádio Alfredo Jaconi).

### Reencontro no Brasileirão: luta direta contra o rebaixamento
Após 14 anos, no dia 30 de junho de 2021, tricolor e papo se enfrentaram na Série A nacional, pela 8ª rodada do Brasileirão 2021. O clássico foi disputado no estádio Alfredo Jaconi, com vitória do Juventude, pelo placar de 2 a 0. No returno, vitória gremista por 3 a 2, em 17 de outubro. 
Na última rodada os dois times brigavam contra o rebaixamento, com melhor resultado para a equipe de Caxias do Sul, que vencendo o Corinthians (e contando com a "ajuda" do Fortaleza, que venceu o Bahia) saiu do rebaixamento e, como consequência, também decretou a queda do Grêmio, apesar da vitória deste sobre o Atlético-MG. Ficaram em 16º (46 pontos) e 17º (43 pontos), respectivamente.

## Maiores goleadas
Juventude 0 x 6 Grêmio - Campeonato Gaúcho de 2019.
Grêmio 5 x 0 Juventude - Campeonato Gaúcho de 1959.
Grêmio 5 x 0 Juventude - Campeonato Gaúcho de 1975.